# Икономика на Ливан
Икономиката на Ливан е развиваща се икономика с частен сектор, в който се формират 75% от съвкупното търсене, и голям банков сектор, който е в подкрепа на това търсене. Прогнозите на МВФ са за растеж от 7% на реалния БВП, следвайки 8,5%, 9% и 7% съответно през 2008, 2009 и 2010 г.

## Първичен сектор
Ливан има много добро разположение по отношение на достъпност на вода и плодородна почва и притежава най-високия процент обработваема земя измежду арабските държави. Въпреки това страната няма добре развит селскостопански сектор. Земеделието привлича едва 12 % от работната ръка и е един от най-малко привлекателните икономически сектори. Неговият дял от БВП се изчислява на около 11,7%, което го изпраща на най-ниската позиция, сравнено с други икономически сектори. Повечето от отглежданите култури са ябълки, праскови, портокали и лимони.

## Вторичен сектор
Липсата на суровини и пълната зависимост на Ливан от внос на нефт от съседните държави прави трудни условията за развиване на индустриални дейности. Вследствие на това индустрията в Ливан е ограничена в малки фирми, предимно сглобяващи и пакетиращи внесени части. През 2004 г. индустрията се нарежда на втора позиция – 26% от работната ръка и също така на второ място по дял от БВП – 21%.

## Третичен сектор
Мнозинството от работната ръка в Ливан предпочитат да работят в сферата на услугите – близо 65%. Това се дължи на разнообразните работни предложения и големите заплати. Делът на третичния сектор затова е доста голям и наброява грубо 67,3%.

### Търговия, износ и внос
Пазарът в Ливан е конкурентен и свободен и силна лесе-фер търговска традиция. Икономиката ѝ е ориентирана главно към услугите, а секторите, които имат водещо значение са банкирането и туризмът. Не съществуват ограничения за международната търговия и капиталовите движения, а банковата сигурност се поддържа на ниво. С приемането на нов закон Ливан се опитва да се пребори с прането на пари.
Основно износа си осъществява към Сирия, ОАЕ, Швейцария и Саудитска Арабия. Стойността му към 2012 г. се равнява на 6,096 млрд. щатски долара. Продуктите за износ са оригинални бижута, неорганични химикали, плодове, тютюн, текстилни материали, хартия.